# Piccolo, Saxo et Compagnie (film)
Pour le conte musical, voir Piccolo, Saxo et Compagnie.
Pour plus de détails, voir Fiche technique et Distribution.
Piccolo, Saxo et Compagnie (ou Piccolo, Saxo et Cie selon la graphie de l'affiche) est un long métrage d'animation 3D musical français de Marco Villamizar et d'Éric Gutierrez sorti le 20 décembre 2006. Il est inspiré du conte musical homonyme de Jean Broussolle et André Popp écrit en 1956.

## Synopsis
Rien ne va plus sur la planète Musique depuis que les clefs Sol, Fa et Ut ont mystérieusement disparu. Chacune des familles d'instruments (cordes, bois, cuivres et percussions) accuse l'autre d'avoir volé les clefs et chacun joue dans son coin. Cette situation dure jusqu'au jour où Piccolo, un bois, et Saxo, un cuivre décident de s'allier pour partir ensemble à la recherche des clefs disparues.

## Fiche technique
- Titre : Piccolo, Saxo et Compagnie
- Réalisation : Marco Villamizar, Éric Gutierez
- Scénario : Isabelle de Catalogne et Juliette Sales d'après Piccolo, Saxo et Compagnie ou la Petite Histoire d'un grand orchestre de Jean Broussolle et André Popp
- Direction artistique : Éric Gutierez
- Conception des personnages : Olivier Bonnet et Maxime Rebière
- Musique : André Popp
- Sociétés de production : Dacodac, Millimages, France 3 Cinéma, Haut et Court
- Société de distribution : Haut et Court
- Pays : France
- Durée : 80 minutes
- Date de sortie en salles :  France : 20 décembre 2006
- Date de sortie DVD :  France : 24 septembre 2007

## Distribution
- Jean-Baptiste Maunier : Saxo
- Eugène Christo-Foroux : Piccolo
- Anaïs : Do
- Camille Donda : la caisse claire
- Michel Elias : le docteur Marteau
- Patrick Préjean : Grand-père Basson / le baryton
- Marie-Eugénie Maréchal : les clefs Sol, Fa et Ut
- Lewis Weill : Pinceau plat
- Daniel Beretta : le métronome
- Lucie Dolène : la contrebasse
- Caroline Coste : la flûte
- Patrick Delage : Stradivarius
- Claire Guyot : les scies / la clarinette / la clarinette basse
- Lucile Boulanger : la trompette
- Bertrand Liebert : le hautbois / la gouge
- Vincent Ropion : le cor anglais / le cor
- Yoann Sover : le violon
- Laurent Morteau : le violoncelle

Doublage réalisé sous la direction artistique de Daniel Beretta

## Autour du film
L'idée d'imaginer une histoire dans laquelle un outil jaloux prive les instruments du truchement qui leur permet de tous se comprendre n'est pas sans évoquer l'histoire de la Tour de Babel.
Saxo étant un saxophone soprano, il devrait faire partie de la famille des bois et non des cuivres. L'adaptation ne respecte pas cette classification.
Le film est dédié à François Périer qui a raconté la première version discographique du conte musical.